# Jean Bagot
Pour les articles homonymes, voir Bagot.
Jean Bagot, né le 9 juillet 1591 à Rennes, mort le 23 août 1664 à Paris, est un jésuite français. Théologien, il est l'auteur de quelques écrits polémiques. Il fonde la société des Bons Amis, perçue comme le germe du séminaire des Missions étrangères. Il est censeur des livres et théologien du général des jésuites, puis recteur du collège de Clermont, confesseur du jeune Louis XIV, et enfin supérieur de la maison professe de Paris.

## Biographie
Il naît le 9 juillet 1591 à Rennes,. En 1609, il est admis au noviciat de la Compagnie de Jésus. Son père l'en retire de force. Il y retourne en 1610 ou 1611.

### Enseignant et théologien
Il est professeur dans divers collèges : à Rennes (professeur de physique vers 1622), à La Flèche (dans les années 1630), à Paris. Il enseigne la grammaire pendant trois ans, la philosophie pendant cinq ans, la théologie pendant treize ans. Il devient censeur des livres et théologien du général des jésuites, à Rome. De retour à Paris, il gouverne le collège de Clermont. Pour ces différents épisodes de sa vie, les biographes ne donnent pas de dates.
En 1644, il publie Institutio theologica de vera religione, première partie de son Apologeticus fidei,. En 1645, il publie la seconde partie, Demonstratio dogmatum christianorum, sur le sacrement de pénitence.
En 1649, paraît la Lettre d'un abbé à un évêque, sur la conformité de saint Augustin avec le concile de Trente, que certains attribuent à l'abbé Claude de Sainte-Marthe, d'autres à l'abbé janséniste Amable de Bourzeis. En 1650, Bagot répond à ce livre et attaque la doctrine des augustiniens dans son Avis aux catholiques.

### La société des Bons Amis
Lorsqu'il est professeur à La Flèche, Bagot créé la société des Bons Amis. À Paris, elle s'assemble rue de la Harpe. Ses douze membres forment une « petite troupe de vertueux amis » qui partagent leur temps entre l'étude, les exercices de piété, l'instruction des enfants abandonnés et les visites aux malades. Ils savent être à la fois « et philosophes et chrétiens ». 
En janvier 1653, la société des Bons Amis et son directeur spirituel, le père Bagot, reçoivent la visite d'Alexandre de Rhodes, expulsé de Cochinchine. Celui-ci cherche des missionnaires français pour contrecarrer en Asie du Sud-Est le Padroado dont se cuirasse encore le commerce portugais, lié aux jésuites,. La société des Bons Amis ne compte pour le moment que trois prêtres : François de Montmorency-Laval, François Pallu et Bernard Gontier. Les autres membres ne sont que clercs ou laïques. « Mais ces hommes cachés, dit Antoine Sérieys, inconnus, ensevelis dans leur retraite, devenus missionnaires, et plusieurs d'entre eux évêques, firent retentir la Parole de Vie jusqu'aux extrémités de l'Asie et de l'Amérique, et le bruit en fut bientôt répandu par toute la Terre. » François de Montmorency-Laval va devenir vicaire apostolique de Nouvelle-France, puis le premier évêque du diocèse de Québec. François Pallu va participer à la fondation des Missions étrangères en devenant vicaire apostolique du Tonkin et administrateur des provinces chinoises limitrophes.
« Un nombre considérable d'évêques de la Chine, de la Cochinchine, du Tonkin et du Canada », dit Pierre Collet, ont été formés par le père Bagot « aux plus hautes vertus ». Pour Antoine Sérieys, la société des Bons Amis est « le berceau d'une des plus considérables missions que Dieu ait données à son Église. » Henry-Marie Boudon (ancien élève de Bagot) voit lui aussi dans la société des Bons Amis « le germe du séminaire des Missions étrangères », séminaire qui ne verra le jour qu'en 1663.

### Confesseur du jeune roi
En 1653, Bagot publie Libertatis et gratiæ defensio. En décembre, il est nommé confesseur du jeune Louis XIV. Il n'en est guère heureux : « Si l'on vous fait entrer à la cour par la porte, dit-il, sauvez-vous par les fenêtres. Car l'air de la cour, qui est empoisonné pour tout le monde, l'est encore plus pour un religieux. » En avril 1654, « malgré les instances réitérées du cardinal Mazarin », il se démet de sa fonction de confesseur.

### Controverse sur la liberté des fidèles
En 1653, paraît un opuscule intitulé L'Obligation des fidèles de se confesser à leur curé. Il est attribué à Jean Rousse, curé de Saint-Roch, ou à Nicolas Mazure, curé janséniste de Saint-Paul. En 1655, Bagot riposte dans Défense du droit épiscopal et de la liberté des fidèles. Une controverse éclate. Parmi les adversaires de Bagot, on trouve l'archevêque de Toulouse Pierre de Marca, acteur pourtant de la lutte contre le jansénisme. L'ouvrage de Bagot est déféré en Sorbonne. Certaines propositions sont censurées. Bagot défend sa doctrine devant la faculté. La censure est levée.

### Dernières années
Le père Bagot consacre ses dernières années à la congrégation de la Vierge bénie. Il devient supérieur de la maison professe de Paris. Il meurt à Paris le 23 août 1664, à 73 ans.

## Publications
- 1644. Institutio theologica de vera religione, première partie de l'Apologeticus fidei[6],[7].
- 1645. Demonstratio dogmatum christianorum, seconde partie de l'Apologeticus fidei[8].
- 1650. Advis aux catholiques, pour juger de la bonne doctrine, sur la matiere de la grace. Et servir de response à la premiere partie de la Lettre d'un abbé à un evesque, Paris[26].
- 1653. Libertatis et gratiæ defensio[8].
- 1655. Défense du droit épiscopal et de la liberté des fidèles[24].